# آدم ستيرن
آدم ستيرن هو لاعب كرة قاعدة كندي، ولد في 12 فبراير 1980 في لندن في كندا.

## وصلات خارجية
- آدم ستيرن على موقع دوري كرة القاعدة الرئيسي (الإنجليزية)
- آدم ستيرن على موقعبيزبول رفرنس.كوم (الدوري الرئيسي) (الإنجليزية)
- آدم ستيرن على موقعبيزبول رفرنس.كوم (الدوري الثانوي) (الإنجليزية)
- آدم ستيرن على موقع إي إس بي إن.كوم (أم.أل.بي) (الإنجليزية)
- آدم ستيرن على موقع مشجعي الرسوم البيانية (الإنجليزية)
- آدم ستيرن على موقع أوليمبيديا (الإنجليزية)